# 野豬大改造
《野豬大改造》（野ブタ。をプロデュース），日本電視台在2005年製播的電視影集，改編自日本作家白岩玄的同名小説，原著小说曾获日本2004年度文藝奖。該劇於2005年10月15日首次在日本電視台播放，並於2006年時陸續在香港亞洲電視本港台（5月13日起，並於2007年7月15日早上起重播）與台灣緯來日本台（8月2日起）播出。

## 原作小說
雖然是學校中很受歡迎的人物，但心中卻總是認為到現在為止人生是無聊的，人世中所有的事全部都只是遊戲的桐谷修二，要把突然轉到自己就讀的高中，個性陰沉總是被欺負、綽號「野豬」的小谷信太（日語中信太發音與「野豬」完全相同，電視劇改為女性角色信子）改造成受歡迎人物的故事。故事由始至終都以修二自述的型式進行，把高校生的人際關係以喜劇一般的方式描繪。
小說是2004年度文藝賞獲獎作品。亦是第132屆芥川賞候選作品。

## 電視版

### 故事
新轉校的同學小谷信子是個陰沉、不善交際、外表邋遢的人，同學們都不大喜歡接近她。有一天，信子在看她不順眼的同學欺負中被學校的大紅人桐谷修二所救，為了幫助信子脫離總是被欺負的命運，修二與同班的草野彰一同策劃改造信子（Nobuko），並幫她取了秘密綽號「野豬」（Nobuta），從此三人邁向野豬改造之路。

### 製作人員
- 原作：白岩玄
- 編劇：木皿泉
- 配樂：池賴廣
- 製片：河野英裕，小泉守，下山潤
- 導演：岩本仁志
- 製作：Total Media Communication

### 出場人物及演員

#### 主要角色
- 桐谷修二 – 龜梨和也 （香港配音：楊耀泰）
隅田川高校的二年生。表面上是一個樂意幫忙，誰也喜歡的人，實際上卻是冷漠誰也不喜歡的人，只為得到自己的地位而扮演著別人喜歡的角色。由於與彰和信子的相遇，將一直以來帶著的「面具」除去，為了真實的自己而活。為了向真理子傳達自己真正的想法，將課室佈置成海邊，譜出最後的回憶。本身事實上是一個對人和善的人。最終因父親工作關係而轉學。
- 草野彰 – 山下智久（特別演出）（香港配音：蔡忠衛）
修二的好友。雖然個性寬宏大量，但卻是個優柔寡斷的人。有相當強的腕力，能一次劈破10塊瓦片。喜歡模仿福星小子中拉姆的口頭禪，口中經常哼著動畫歌。正義感很強，有著自己一套原則，想到的事只要覺得正確就會依照自己的想法發言和行動，與總是介意和兼顧周圍的修二形成鮮明的對比。另一方面，在班中像是獨立一般的存在，而且因為父親是公司社長的關係，成長的環境令其覺得「沒有想做的事，也從未有令他感到快樂的事」。現在寄住在父親的舊朋友平山的家中（豆腐店），也是其中一個與修二和信子聚集的地方，常常以豆漿招待二人。故事發展至中段，開始變得對信子抱持戀慕之心，在第七話表白。最終因信子的話轉學陪伴修二。
- 小谷信子 – 堀北真希（兒童時代：森迫永依）（香港配音：莊巧怡）
轉校生。因性格陰沈而成為被欺負的對象，成因是因為小时候她好不容易下定决心要叫新来的继父为爸爸，但他却说：「我虽然跟你妈妈结了婚，但我不是你的爸爸。」而被拒绝，所以才导致她沉默寡言且沒有笑容，也不會做一些使自己看起來有魅力的事，不過在與修二和彰的關係中慢慢地將心門扉打開。隨著故事的發展，拙笨及一心一意的個性慢慢轉變成為體諒，對人和善及積極。在其設計了野豬的吉祥物人偶一事上，多少顯示出有繪畫天份。是少數注意到修二害怕不扮演別人喜歡的角色而被人討厭，注意到其真實個性的一人，亦在修二消沈時給予安慰。劇中在最後一集終於學會微笑（第8集時曾無意間嶄露過一次）。
- 上原真理子 – 戶田惠梨香
2-A學生。女子籃球部的隊長，在學校中是有如偶像一般的存在。經常以和善及誠實的態度面對周圍的人。對於別人的傳言和意見並不執著，有著堅強的性格。本身喜歡修二，但是其實修二並不喜歡她（第7集時由修二親口告訴真理子）。雖然如此，兩人分手後仍舊為修二做便當，依然擔心修二。在知道了蒼井真正的意圖後，安慰受到打擊的信子，並且成為信子的朋友。
- 桐谷浩二 – 中島裕翔
修二的弟弟。小學5年生。
- 桐谷伸子 – 深浦加奈子
修二的母親。經常穿梭外地工作的事業女性。
- 桐谷悟 – 宇梶剛士
修二的父親。愛妻家。代替忙碌的伸子做家務和照顧孩子。重視友情的熱血漢。
- 橫山武士 – 岡田義德
修二，彰和信子他們的班主任。國文教師。有一邊說「哎—」一邊拉高褲頭的習慣。過去曾經自己製作詩集，不過為了生活而成為教師。曾有一次借醉向家原靖男（校長）提出辭呈。辭職被受理，但在學生們的簽名請願下避免了辭職。據說很喜歡教師的工作。雖然是不能被依賴的胆小鬼，卻經常注意著他的學生。
- 早乙女 – 木村佑一
體育教師。是平時手持竹劍，有惡人形象的人。非常珍惜在自己不良時期當時沒有捨棄他不顧的母親。
- 家原靖男 – 不破萬作
校長。受到凱瑟林的詛咒。
- 黑木廣子 – 田熊靖子
數學教師。
- 豪翼堂老闆戴菲尼（Delphine） – 忌野清志郎
隅田川高校附近書店的店主。隅田川高校的舊生。他的書店有着奇怪的規則，只准型男美女才能進入他的書店。本身有自己寫作和出版著作，價值一億日元。喜歡推着手推車到各處買賣，常常留下一句帶有暗示的話。
- 平山一平 – 高橋克實
彰現時寄住的豆腐店的老闆。彰的父親的舊朋友。是一個坦率及樂觀的人，扮演著彰的指導者角色。
- 佐田杳子（凱瑟林） – 夏木麻里（夏木マリ）
像魔女一樣風格的教務主任兼美術教師。有著令人非常害怕的感覺，不過卻能很好地掌握著學生們的狀況，也經常給予修二他們教訓。

#### 2年B班
註：本部分列表是依照人物姓名的日文平假名排序。
- 蒼井霞 – 柊瑠美
信子的第一個朋友。在班中屬於不顯眼，好管閒事的普通的女子，但是破壞鬼屋等令人氣憤的事都是出自其手。在第五集時謊稱信子在水族館幫助過的老人是自己的祖父，以此接近信子，目的是對信子加害。後來被信子無意中發現，蒼井是之前多次惡意中傷他的人。
- 明石博之 – 田上尚樹
- 井上美咲 – 田島穗奈美
- 植木誠 – 若葉龍也
經常假裝好像各樣事情都知道的樣子。第五集時被修二發覺他對信子抱有愛慕之心，而為他們安排約會。
- 遠藤文太 – 山根和馬
班中不良3人集團的首領。陸軍頭和穿耳是一大特徵，常交叉著雙手擺出一張臭臉。在修二他們製作和販賣野豬鑰匙扣的時候，修二為了散佈「能實現夢想」的傳聞而催眠遠藤，使其與知惠成為一對。在那之後兩人好像真的在交往，午休時會一起吃盒飯。擅長玩雜技。
- 大石里惠 – 宮澤麻衣
- 河合哲司 – 飯田貴昭
- 木村愛里 – 楯真由子
- 近藤利晃 – 末高斗夢
- 佐伯奈美 – 亞希子
- 佐藤學 – 川口涉
- 高田由佳 – 三浦葵
- 谷口健太 – 大東俊介
綽號「阿谷」。與吉田和修二同伙。第8集時被另一學校的三個學生圍毆受傷。責備雖然目擊事件經過，不過因為沒有注意到是他而沒有幫忙的修二，令修二在班中被孤立。後來彼此和解了。
- 手塚真吾 – 廣瀨剛進
喜好昆蟲的怪人。1年生的時候在「114」那天被告白的對象淋水拒絕之後，開始變得只與昆蟲為伴。
- 長谷川俊明 – 渡辺敬介
- 沼田真弓 – 高瀬友規奈
- 野村明美 – 奈津子
- 橋本麗子 – 齊藤友以乃
- 坂東梢 – 水田芙美子
- 福浦浩輔 – 豐岡武士
- 宮里亞沙子 – 辰巳奈都子
- 矢澤恭平 – 立澤真明
- 山田詹姆斯隆志 – 艾力克又平
班中的同學都稱呼他作「詹姆斯」的混血兒。可能與修二一伙人是同伙，但並不顯眼。雖然是混血兒，但是英語對他來說好像是一大難題。本身並不知道有「114」這樣的日子，因此很大的可能性是在去年「114」之後才進入隅田川高校的轉校生。
- 湯川瞳 – 增島綾子
- 吉田浩 – 石井智也
- 和久井拓三 – 古原靖久
- 渡邊知惠– 涌澤未來

## 收視率
| 集數               | 日文副題                           | 播出時間           | 收視率 |
| ------------------ | ---------------------------------- | ------------------ | ------ |
| PRODUCE 1          | 「いじめられっこ転校生を人気者に」 | 2005年10月15日     | 16.1%  |
| PRODUCE 2          | 「（秘）キレイ大作戦」             | 2005年10月22日     | 14.9%  |
| PRODUCE 3          | 「恐怖の文化祭」                   | 2005年10月29日     | 17.0%  |
| PRODUCE 4          | 「恋の告白作戦」                   | 2005年11月5日      | 16.4%  |
| PRODUCE 5          | 「悪夢のデート」                   | 2005年11月12日     | 17.1%  |
| PRODUCE 6          | 「親と子の青春」                   | 2005年11月19日     | 17.7%  |
| PRODUCE 7          | 「女を泣かす男」                   | 2005年11月26日     | 16.7%  |
| PRODUCE 8          | 「いじめの正体」                   | 2005年12月3日      | 18.0%  |
| PRODUCE 9          | 「別れても友達」                   | 2005年12月10日     | 16.8%  |
| 完結篇             | 「青春アミーゴ」                   | 2005年12月17日     | 18.2%  |
| 關東地區平均收視率 | 關東地區平均收視率                 | 關東地區平均收視率 | 16.9%  |

## 劇集版與原著的分別
- 原著中的野豬是男孩子。
- 原著故事較簡單，並沒有太多角色，如桐谷的家庭、草野等。
- 原著中沒有想加害野豬而接近他的同學。
- 原著中桐谷沒有對真理子剖白自己的空虛內心。
- 原著中是野豬自己要改造的，而日劇裡是修二和草野主動的。
- 原著中真理子和修二他們同班，而日劇中不是。
- 原著中修二最終仍隱藏真實的自己，就轉學了。

## 其他
- 該劇與女王的教室先後使用同一所廢棄學校來當做拍攝場景。
- 2013年的日劇35歲的高中生在第三集亦有提及該劇，該集有提到希望被欺負的男學生能效法野豬改造自己來避免霸凌。

## 
《改造野豬妹》一劇的主題曲《青春Amigo》（青春アミーゴ，2005年11月4日發行）是由電視劇的兩位男主角龜梨和也與山下智久，以在劇中所扮演角色的名字所組成的雙人團體修二與彰（修二と彰）演唱。在同一張特別單曲專輯中也收錄了龜梨和也替另一齣電視劇《極道鮮師2》（ごくせん）所演唱的主題曲《絆》，與山下智久替他自己所參與演出的另一齣電視劇《東大特訓班》（ドラゴン桜）所演唱的插曲《Colorful》。

## 獎項及榮譽
- 主題曲《青春Amigo》至今賣出多達200萬張, 成為2005年日本公信榜ORICON單曲類年度總冠軍
- 日本電視雜誌《TVnavi》評選05年度最佳日劇
- 第47回日劇學院賞最佳男主角獎 (龜梨和也)
- 日本雜誌《TheTelevision》「第47屆電視劇金像獎選舉」最佳劇集、最佳導演、最佳編劇、最佳音樂，最佳男主角(龜梨和也)、最佳女配角(堀北真希)。

## 外部連結
- 野ブタ。をプロデュース｜日本テレビ （页面存档备份，存于）

## 作品變遷
| 日本日本電視台 週六大劇場           | 日本日本電視台 週六大劇場              | 日本日本電視台 週六大劇場 |
| ----------------------------------- | -------------------------------------- | ------------------------- |
|                                     | 野豬大改造 （2005.10.15 - 2005.12.17） |                           |
| 女王的教室 （2005.7.2 - 2005.9.17） | 美食偵探王 （2006.1.14 - 2006.3.11）   |                           |